# Myrcia rufipes
Myrcia rufipes är en myrtenväxtart som beskrevs av Dc.. Myrcia rufipes ingår i släktet Myrcia och familjen myrtenväxter. Inga underarter finns listade i Catalogue of Life.